# Eyvind Johnson
Eyvind Olof Verner Johnson (n. 29 iulie 1900 - d. 25 august 1976) a fost un scriitor suedez, laureat al Premiului Nobel pentru Literatură pe 1974, împreună cu Harry Martinson.
Motivația Juriului Nobel a fost următoarea: „pentru o artă narativă vizând peste țări și epoci și pusă în slujba libertății”.
Opera sa este profund angajată în contemporaneitate, de accentuat caracter intelectualist cu problematică socială, politică și psihologică, influențată de analiza freudiană a inconștientului, dar și de experința artistică oferită de proza lui Proust și Joyce.

## Date biografice
Eyvind Johnson s-a născut în 1900 la Svartbjörsbyn, lângă Boden, departamentul Norrbotten. Tatăl său, Olof Petter Johnson, era muncitor, tăietor de piatră, originar din Värmland. Eyvind mai avea 5 frați, însă, atunci când tatăl său se îmbolnăvește de silicoză, a fost înfiat de către o mătușă de-a sa, al cărui soț era tot tăietor de piatră. La 14 ani, Eyvind își părăsește părinții adoptivi și pleacă în lume ca să-și câștige singur existența. Face tot felul de munci, lucrează la fasonatul lemnului de construcție și la fabrica de cărămizi. Între 1915–1919 lucrează ca vânzător de bilete, plasator și operator la un cinematograf.
În timpul grevei metalurgice de la Stockholm în 1920, a încercat să trăiască din scris, ceea ce abia îi asigura un minim de existență. În această perioadă a reușit, împreună cu câțiva scriitori in spe, tot de vârsta lui, să editeze o revistă literară, Vãr Nutid (Prezentul nostru), publicație din care au apărut șase numere. În perioada aceea aparținea grupului de scriitori — în devenire — autointitulat „Cai verzi”. Firește, pentru a putea trăi, a continuat să facă diferite munci și în 1921 pleacă în Germania, trece pe la Kiel, pe la Berlin și apoi, trecând prin Renania, ajunge la Paris, unde își câștigă o existență precară scriind la un ziar în suedeză, lucrând ca betonist sau spălând vase într-un mare hotel de lângă Gara de Nord. Se reîntoarce la Berlin, unde stă până în toamna anului 1923, după care revine în Suedia.

## Opera
- De fyra främlingarna (Cei patru străini, 1924)
- Timans och rättfärdigheten (1925)
- Stad i mörker (Oraș în umbră, 1927)
- Stad i ljus (1928)
- Minnas (1928)
- Kommentar till ett stjärnfall (1929)
- Avsked till Hamlet (Adio, Hamlet, 1930)
- Natten är här (1932)
- Bobinack (1932)
- Regn i gryningen (Ploaie în zori, 1933)
- Romanen om Olof (Romanul despre Olef, 1934, 1937):

1. Nu var det 1914 (1934)
2. Här har du ditt liv! (1935)
3. Se dig inte om! (1936)
4. Slutspel i ungdomen (1937)

- Nattövning (1938)
- Den trygga världen (1940)
- Soldatens återkomst (1940)
- Krilonromanen:

1. Grupp Krilon (Grupul Krilon, 1941)
2. Krilons resa (1942)
3. Krilon själv (1943)

- Sju liv (1944)
- Strändernas svall (Valul uriaș, 1946, adaptarea pentru teatru în 1948)
- Dagbok från Schweiz (1949)
- Drömmar om rosor och eld (Vise despre trandafiri și flăcări, 1949)
- Lägg undan solen (1951)
- Romantisk berättelse (1953)
- Tidens gång (1955)
- Vinterresa i Norrbotten (1955)
- Molnen över Metapontion (Nori peste Metapontion, 1957)
- Vägar över Metaponto - en resedagbok (1959)
- Hans Nådes tid (Vremea Măriei Sale, 1960)
- Spår förbi Kolonos - en berättelse (1961)
- Livsdagen lång (1964)
- Stunder, vågor - anteckningar, berättelser (1965)
- Favel ensam (1968)
- Resa i hösten 1921 (1973)
- Några steg mot tystnaden (1973)